# Lymelife
Lymelife är en amerikansk film från 2008 i regi av Derick Martini. Filmen handlar om 1970-talets Long Island från en tonårings perspektiv. I filmen medverkar bland annat Alec Baldwin, Rory Culkin och Emma Roberts. Martin Scorsese var exklusivproducent.
Filmen debuterade på 2008 års Toronto International Film Festival i september 2008 och vann International Critic's Award (FIPRESCI).